# Colegio de San Nicolás de Bari
El Colegio de San Nicolás de Bari fue una institución social cuya misión era la de recoger mujeres decentes con problemas matrimoniales o familiares. Las casas estaban a cargo de la Archicofradia Sacramental de San Nicolás de Bari. Creado en el año 1669 por el Consejo de Castilla con los fondos aportados por el tratante en piedras finas Juan Antonio Landazuri y por los taberneros de la zona. Las normas de convivencia en su interior debían de ser muy duras. 